# Sergio Valdeolmillos
Sergio Valdeolmillos Moreno (Granada el 4 de abril de 1967) es un entrenador de baloncesto español. Actualmente es entrenador de los Astros de Jalisco de la LNBP de México.

## Carrera profesional
Su carrera comenzó en el CB Ciudad de Huelva, siendo ayudante de Quino Salvo y recogiendo su testigo años después para hacerse primer entrenador de la entidad. Con el club onubense, consiguió el ascenso en la temporada 1996/97 y, al año siguiente debutó en la Liga ACB con el conjunto andaluz. El entrenador granadino, que también ejerció como seleccionador de México, pasó por Huelva, Ourense y Granada durante su experiencia en la ACB.
En 2015, entrenó a Marinos de Anzoátegui de la Liga Profesional de Baloncesto de Venezuela.

## Trayectoria deportiva
- Oximesa Granada Entrenador en las categorías inferiores.[1]
- 1989-90: Entrenador del Oximesa Granada Juvenil.[1]
- 1990-91: El Monte Huelva 76 (Primera División). Segundo entrenador ayudante de Ángel Martín Benito[1] y también preparador físico del equipo.
- 1991-92: Andorra B.C. (Primera División). Segundo entrenador ayudante de Edu Torres.[1]
- 1992-93: Festina Andorra y Granada (Primera División). Empieza la temporada como entrenador ayudante de Edu Torres en el Festina Andorra de Liga ACB hasta que en enero de 1993 se incorpora al Granada como segundo entrenador ayudante de José Antonio Ureña.[1]
- 1993-94: El Monte Huelva (Primera División). Segundo entrenador ayudante de Quino Salvo.[3]
- 1994-96: El Monte Huelva (Liga EBA)[3]
- 1996-97: CB Huelva (LEB)[1]
- 1997-98: CB Ciudad de Huelva. El 24/12/97, después de dirigir 16 partidos, es sustituido por José María Oleart.[1]
- 1998-00: Club Ourense Baloncesto (LEB)[1]
- 2000-01: Club Ourense Baloncesto. El 29/03/2001, después de dirigir 25 partidos, es cesado y sustituido por Pedro Martínez Sánchez.[1]
- 2002-03: C.B.C. Algeciras (LEB 2) y CB Granada. Empieza la temporada en el Algeciras donde dirige 24 partidos hasta que rescinde su contrato (su puesto es ocupado por Porfirio Fisac) para hacerse cargo el 21/03/2003 del CB Granada sustituyendo al cesado Antonio Gómez Nieto.[1]
- 2003-04: CB Granada (LEB)[1]
- 2004-08: CB Granada (ACB)[1]
- 2009-10: Leche Río Breogán (LEB)[1]
- 2011: México[4]
- 2013-14: México[4]
- 2013-14: Halcones Xalapa (LNBP)[5]
- 2015-17: México[6]
- 2015-16: Marinos de Anzoátegui (LPB)[2]
- 2016: CB Estudiantes (ACB)[7]
- 2017-18: Baskonia (ACB) (entrenador asistente)[8]
- 2018-19: Delteco GBC (ACB)[9]
- 2020-23: Astros de Jalisco (LNBP)[10]
- 2024-: Petro de Luanda (Angolan Basketball League)

## Palmarés
- 1996-97 LEB. C.B. Huelva. Campeón. Ascenso.[1]
- 1999-00 LEB. Club Ourense Baloncesto. Subcampeón. Ascenso.[1]
- 2003-04 LEB. CB Granada. Subcampeón. Ascenso.[1]
- 2005 Supercopa. CB Granada. Subcampeón.[1]
- 2011 Juegos Panamericanos de 2011. Selección de baloncesto de México. Medalla de Plata.[4]
- 2013 Campeonato COCABA. Selección de baloncesto de México. Medalla de Oro.[11]
- 2013 Campeonato FIBA Américas de 2013. Selección de baloncesto de México. Medalla de Oro.[12]
- 2014 Centrobasket 2014. Selección de baloncesto de México. Medalla de Oro.[13]
- 2015 Campeonato FIBA Américas de 2015. Selección de baloncesto de México. 4° Lugar.[14]
- 2016 Centrobasket 2016. Selección de baloncesto de México. Medalla de Plata.[15]
- 2017 Copa FIBA Américas de 2017. Selección de baloncesto de México. Medalla de Bronce.[16]
- 2021 LNBP. Astros de Jalisco. Subcampeón.[17]
- 2022 LNBP. Astros de Jalisco. Subcampeón.[18]
- 2023 LNBP. Astros de Jalisco. Subcampeón.[19]
- 2024 Angolan Basketball League. Petro de Luanda. Campeón
- 2024 Basketball Africa League. Petro de Luanda. Campeón
- 2024 Supertaça de Angola. Petro de Luanda. Campeón